# Alt.Latino
Alt.Latino（オルトッ・ラティーノゥ）
は、NPRの音楽プロジェクトNPR Music
によるWebベースの音楽番組。
2010年6月15日から放送開始。
だいたい1週間に1度の頻度で更新されていて、現在も放送継続中。
放送開始当初は1回の放送時間が16～30分程度であったが、現在では、
だいたい30～60分程度の放送となっている。

## 番組概要
Webベースのラテン音楽または、
ラテンアメリカ、イベロアメリカ、
ひいては世界中のスペイン語圏及びポルトガル語圏のコミュニティでの音楽
に関しての最新の音楽情報、
新たな大スターになる可能性を秘めた新たな才能の発見、
一方では、既にスタンダードなクラシックとなった過去の名曲の再発見…
というような音楽情報を伝えている。
1回の放送時間が、だいたい30～60分程度の音楽番組で、
ラテン・オールタナティヴ音楽やスペイン語圏でのロック音楽が紹介されることが多いが、
ボーダレスに拡大を続ける多様なラテン・カルチャーを反映し、
幅広い種類の楽曲が紹介されている。
更には音楽や映画等エンターテインメント関連の話題だけに留まらず、
ラテンアメリカ等での音楽と切っても切り離せない、
社会問題や過去からの歴史的政治的経緯、民族問題、移民問題、麻薬問題等
に焦点を当て、
音楽よりも社会問題や文化問題を掘り下げて伝える、
という内容の放送回も少なからずあり、
多民族多言語文化なラテン・カルチャーに関する話題を、
音楽を中心に幅広く伝える、音楽・文化・歴史発見番組というような番組である。
基本的な使用言語は英語であるが、
ゲストとのインタビューがメインの放送回では、
（通訳等のない）スペイン語のみの会話のやり取り、が放送で流れ、
英語は番組冒頭と最後の終わりの締め括り部分のみ、
というバイリンガル状態の放送になるケースも時々ある。
Web配信での視聴法の種類としては、
NPRプレーヤーによるストリーミング再生での視聴、
または、
その音声ファイルをダウンロード保存して別のメディアプレーヤーで視聴することも可能、
そして、
ポッドキャスト方式でも別途ファイルが公開されている。

## 番組ホスト
- フェリクス・コントレラス（Felix Contreras）[1][2]

カリフォルニア州出身のメキシコ系アメリカ人。男性。NPR芸術文化デスクの元プロデューサー兼リポーター。音楽好きな家族環境で生まれ育ち、コンガ等パーカッション奏者としての顔も合わせ持つ人物。
- ジャズミン・ガースト（Jasmine Garsd）[3][2][4]

アルゼンチンのブエノスアイレス出身。女性。2013年秋より米国からメキシコシティに拠点を移し、メキシコ現地事情の取材や情報発信も行っていたが、その後、2015年2月時点では米国に戻っている。
音楽やソレに纏わる歴史的経緯他の情報を紹介する際の、フェリクスとジャズミンの会話のやりとりの面白さや楽しさも、Alt.Latinoという番組の魅力の１つである。

## 番組が注目したニュー・アーティストの一例
| - カーラ・モリソン（Carla Morrison） - セスィ・バスティーダ（Ceci Bastida） - ラ・ビーダ・ボエーム（La Vida Bohème） - ラ・サンタ・セスィリア（La Santa Cecilia） - チャンチャ・ビア・スィルクイト（Chancha Vìa Circuito） - ゲコ・ジョウンズ（Geko Jones） - アストロ（Astro） - フリックスタイラーズ（Frikstailers） - ドム・ラ・ネナ（Dom La Nena） - アイリーン・ディアス（Irene Diaz） |  | - エラド・ネグロ（Helado Negro） - カット・ダリア（Kat Dahlia） - ジーナ・チャベス（Gina Chavez） - アレハンドラ・リベラ（Alejandra Ribera） - オルケスタ・メンドーサ（Orkesta Mendoza） - レネ・ロペス（Rene Lopez） - エリアナ・クエバス（Eliana Cuevas） - アルバロ・ディアス（Álvaro Díaz） - チカーノ・バットマン（Chicano Batman） - カリ・ウチス（Kali Uchis） |

| - カルマ・カルモナ（Calma Carmona） - ピニヤタ・プロテスト（Piñata Protest） - バネッサ・サモラ（Vanessa Zamora） - カミラ・モレノ（Camila Moreno） - ドス・サントス：アンティ-ビート・オルケスタ（Dos Santos: Anti-Beat Orquesta） - ソン・デ・レイ（Son De Rey） |